# Файлака
Файлака (араб. فيلكا) — острів на північно-заході Перської затоки. Територія Кувейту (провінція Ель-Асіма). Площа 43 км².

## Географія
Розташований в 20 км від материка, біля входу в затоку Кувейт. Довжина до 14 км, ширина до 6 км. Рельєф рівнинний.

## Історія

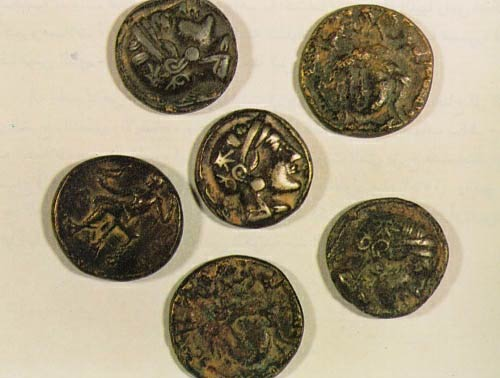
Стародавні монети, що виявлені на острові Файлака

Перші сліди проживання людини на острові відносяться до кам'яної доби. У III тис. до н. е. на острові знаходилися поселення цивілізації Дільмун (Бахрейн).
У IV столітті до н. е.., під час завойовницьких походів Олександра Македонського, греки колонізували острів, зробивши його форпостом імперії в Перській затоці. Побудоване місто Ікарос, названий так по назві острова Ікарія в Егейському морі, на честь міфологічного Ікара. На острові греки проживали протягом двох століть.
В VII—VIII століттях острів був безлюдний.
Французькими археологами на острові були виявлені залишки храму Артеміди, старовинні монети та печатки. У липні 2007 року Кувейт і Греція домовилися про продовження розкопок на острові.
До вторгнення в 1990 році Іраку в Кувейт на острові проживало 2 тис. осіб. Населений пункт Ез-Заур розташовувався в північно-західній частині острова. У 1990-1991 роках населення з острова вигнано на материк іракською владою, острів використовувався іракськими військовими як полігон.
Після закінчення Війни в Перській затоці острів розміновано, але продовжував використовуватися для військових потреб, на ньому з'явилася американська військова база.

## Населення
Зараз на острові проживають нечисленні мешканці, які повернулися після закінчення війни.

## Відпочинок
Після Війни острів став популярним місцем відпочинку для жителів Ель-Кувейту, які переправляються на нього на поромі. Серед видів відпочинку: риболовля, катання на човнах, плавання, вітрильний спорт та інші водні види спорту.

## Пам'ятки
- Античні храми Ікарос і Азук.
- Руїни португальського (XVIII століття) і британського (після XVIII століття) фортів.